# Dzierzkowice-Zastawie
Dzierzkowice-Zastawie (prononciation : [d͡ʑɛʂkɔˈvit͡sɛ zasˈtavjɛ]) est un village polonais de la gmina de Dzierzkowice dans le powiat de Kraśnik de la voïvodie de Lublin dans l'est de la Pologne.

## Histoire
De 1975 à 1998, le village est attaché administrativement à l'ancienne voïvodie de Lublin.

Depuis 1999, il fait partie de la nouvelle voïvodie de Lublin.